# Новозеландский доллар
Новозеландский доллар (код валюты NZD) — валюта Новой Зеландии, Ниуэ, Островов Кука, Токелау и Питкэрна. Официальная аббревиатура валюты — NZ$. NZ$ 1 = 100 центов.

## История
Доллар введён с 10 июля 1967 года вместо новозеландского фунта, 1 фунт = 2 доллара.
С 1999 года для изготовления банкнот используется специальный тонкий пластик.

## Режим валютного курса
В настоящее время в Новой Зеландии используется режим свободно плавающего валютного курса. Критерием эффективности курсовой политики выступают показатели инфляции.